# Verticillium dahliae
Verticillium dahliae es un hongo patógeno de las plantas. Sus ataques se suelen denominar como verticilosis que causa decoloración y enrollado en las hojas. Puede llegar a causar la muerte de numerosas especies de plantas y es uno de los mayores enemigos del cultivo de los árces japoneses Acer palmatum, que son especialmente sensibles a su ataque. Los ejemplares afectados van secando sus ramas progresivamente hasta la muerte del árbol en años sucesivos. No tiene tratamiento eficaz. 
En la cuenca mediterránea tiene mucha importancia la verticilosis del olivo, una enfermedad ampliamente distribuida en toda ella. Su importancia ha aumentado en los últimos años y a ello ha contribuido la intensificación del cultivo y el establecimiento de nuevas plantaciones en suelos infectados. 